# Franz Nölken

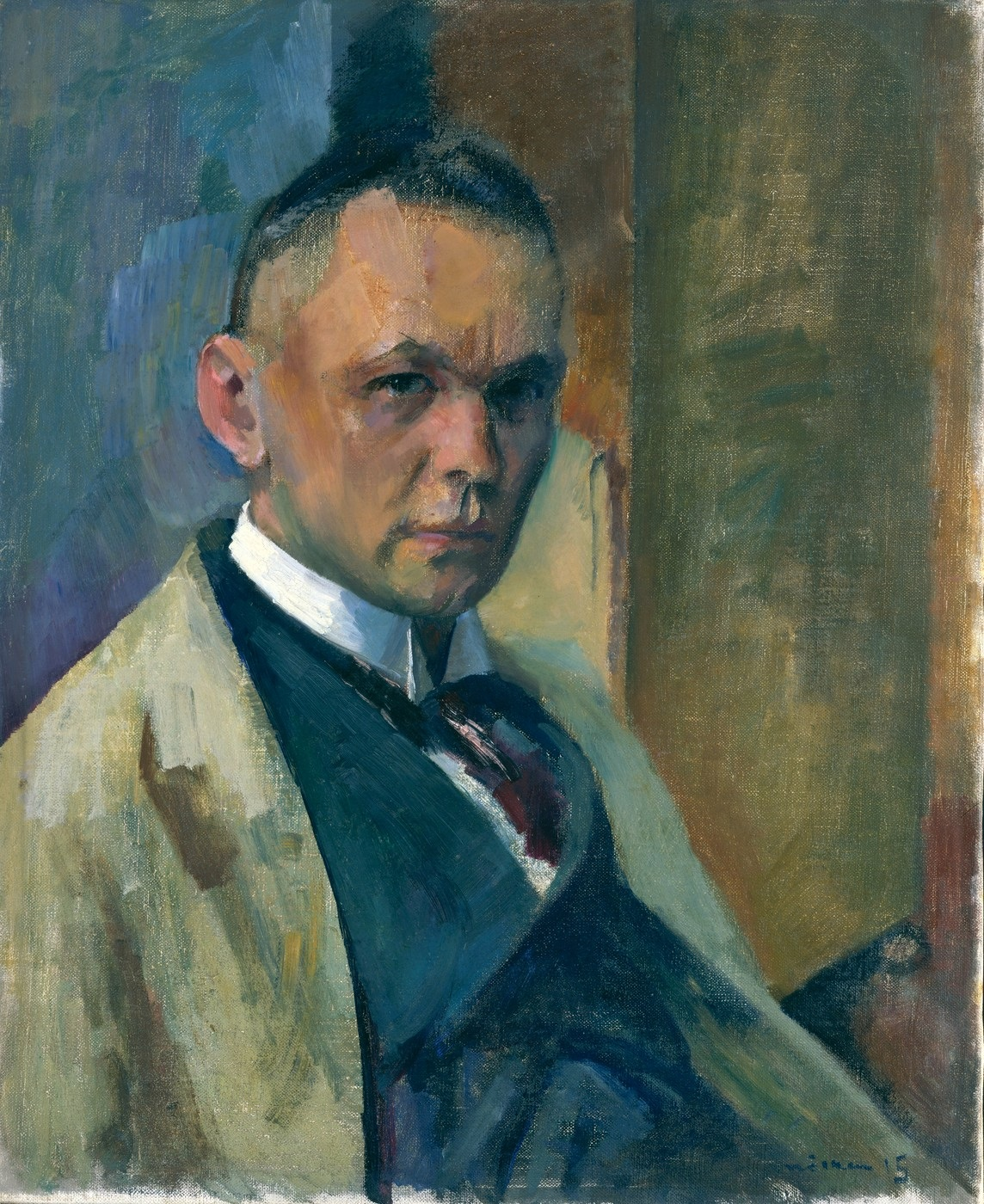
Franz Nölken - Autorretrato (1915)

Franz Nölken (Hamburgo, 5 de mayo de 1884 - La Capelle, 4 de noviembre de 1918) fue un pintor alemán, adscrito al expresionismo. Fue miembro de Die Brücke.

## Trayectoria

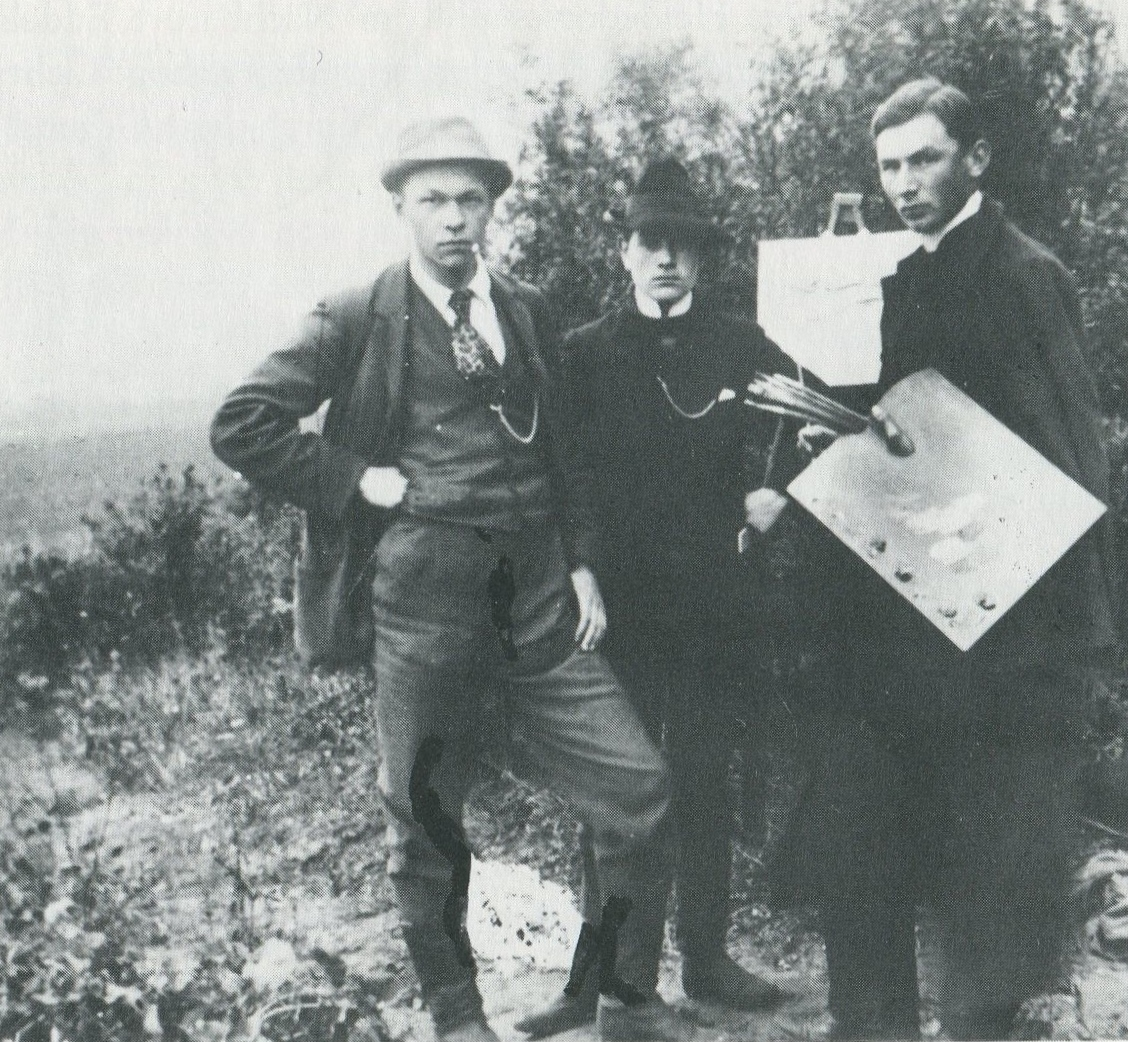
De izquierda a derecha: Franz Nölken, Walter Voltmer y Friedrich Ahlers-Hestermann hacia 1902 en Hittfeld

En 1900, a la edad de dieciséis años, Franz Nölken dejó de asistir a la escuela y, siguiendo el consejo de Alfred Lichtwark, director de la Hamburger Kunsthalle, asistió a la escuela de pintura de Arthur Siebelist, quien, a diferencia de la formación académica de la época, llevaba a sus alumnos al aire libre para pintar. En 1903 fue aceptado en el “Club de Artistas de Hamburgo de 1897”. En 1904, una primera exposición de los alumnos siebelistas Friedrich Ahlers-Hestermann, Fritz Friedrichs, Walter Alfred Rosam y Walter Voltmer en la galería Commeter de Hamburgo mostró sus obras. Ese mismo año completó su cuadro en la fuente, que puede verse en la Hamburger Kunsthalle.

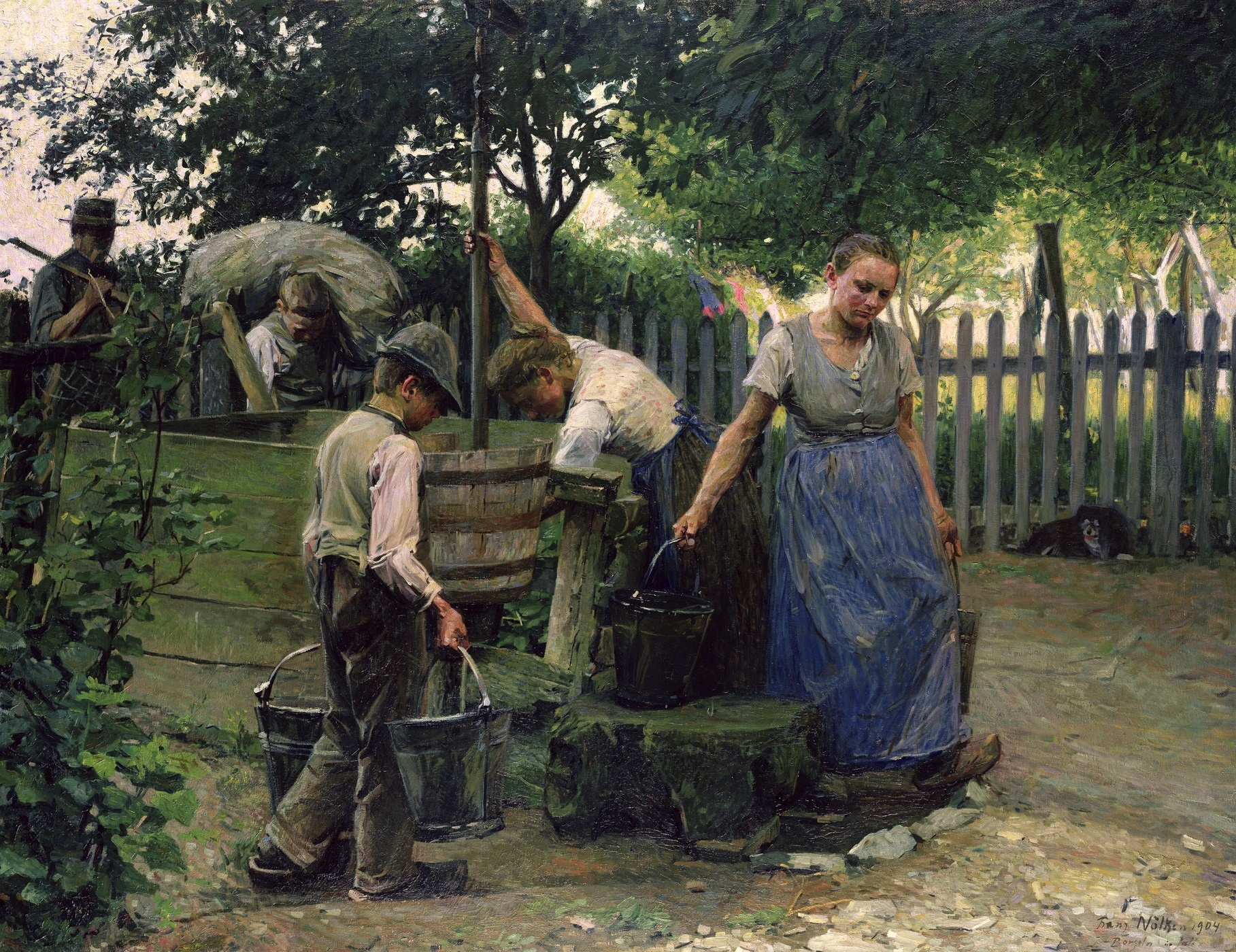
Franz Nölken - En la fuente - 1904 - Hamburger Kunsthalle

En 1905 permaneció en Borgeln, cerca de Soest, por motivos de estudio. Conoció a Edvard Munch, Karl Ernst Osthaus, Christian Rohlfs y Emil Nolde, así como a su patrocinador y coleccionista Ernst Rump, quien más tarde le apoyaría económicamente. En 1907 viajó a París con Friedrich Ahlers-Hestermann y Walter Rosam, donde se incorporó al círculo artístico internacional del Café du Dôme.

### Miembro del “Die Brücke”

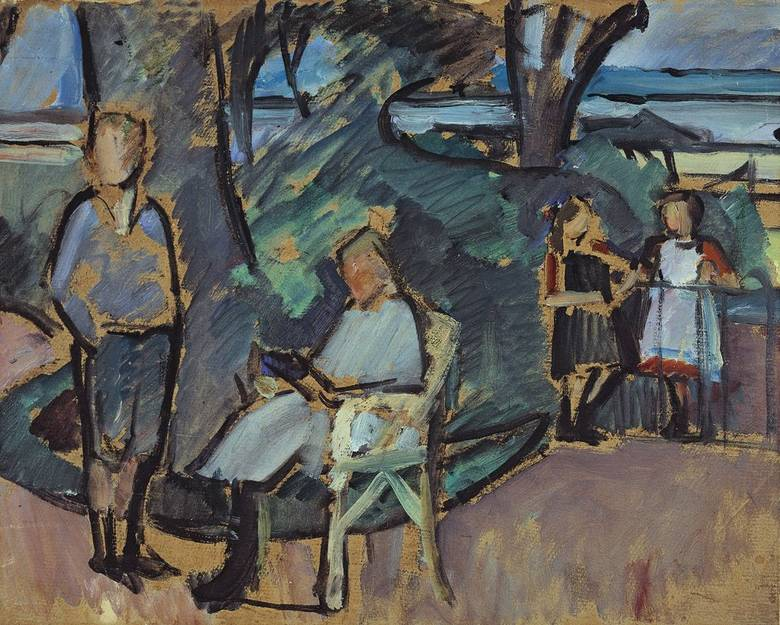
Franz Nölken - Grupo de niños en el parque, hacia 1912

En 1908, por sugerencia de Karl Schmidt-Rottluff, se convirtió en miembro de la Asociación de Artistas Die Brücke de Dresde y ese año figuraba su nombre en la lista de miembros activos. En 1909/10 participó en exposiciones itinerantes del grupo, pero se retiró de la asociación en 1912.

### Formación continua en la Académie Matisse
En marzo de 1909 emprendió un segundo viaje a París para seguir formándose y se unió a la Academia Matisse con Walter Rosam, Friedrich Ahlers-Hestermann y Gretchen Wohlwill. Esta fue fundada en el invierno de 1907/1908 por sugerencia de Sarah Stein, la cuñada de la coleccionista de arte Gertrude Stein, por el pintor alemán Hans Purrmann y existió hasta 1911. Durante este tiempo tuvo más de cien estudiantes.

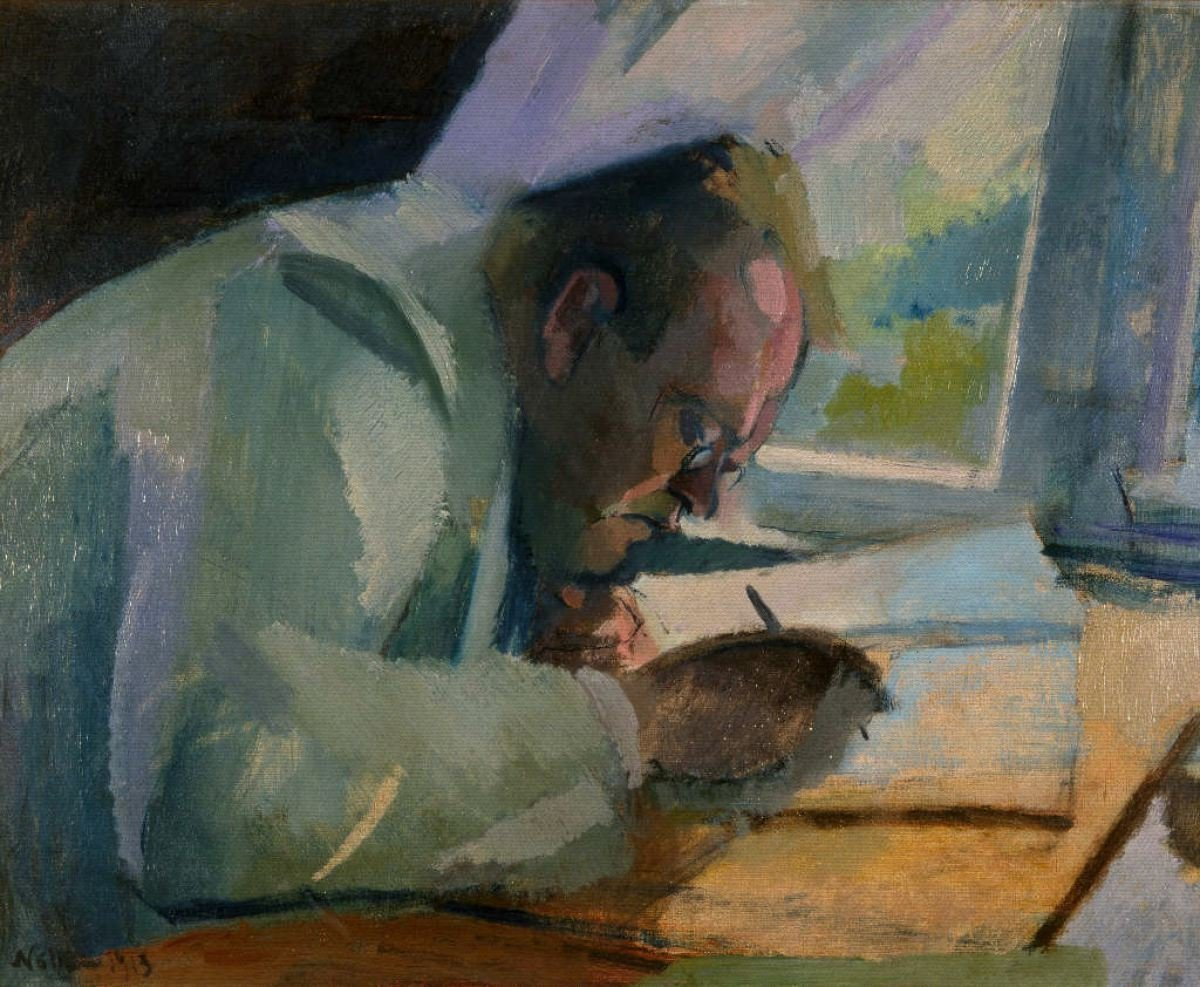
Max Reger trabajando, 1913

### Amigo de Anita Rée y Max Reger
Después de su regreso de París en 1910, se hizo amigo de Anita Rée, quien se convirtió en su alumna y con quien formó una comunidad de estudio, a la que también pertenecía Ahlers-Hestermann. La amistad se vino abajo debido al amor no correspondido de Rée por Nölken.
En 1912 enseñó en la escuela de pintura de Gerda Koppel en Hamburgo. Al año siguiente conoció al compositor Max Reger, del que realizó numerosos retratos. Uno de los retratos de Reger estaba colgado en la sala de billar del empresario Oscar Troplowitz, que apoyó como mecenas a los estudiantes siebelistas y se hizo retratar por Nölken en 1916. En 1916 también se convirtió en miembro de la Asociación de Artistas de Hamburgo de 1832.

### Últimos años
En mayo de 1914 viajó por tercera vez a París en busca de inspiración artística. Un autorretrato encargado por Lichtwark en 1914 fue adquirido por la Hamburger Kunsthalle en 1915.
Durante la Primera Guerra Mundial fue reclutado para el servicio militar en 1917. Poco antes del final de la guerra, Franz Nölken fue muerto en combate en La Capelle, Francia.
La Nölkensweg de Hamburgo-Barmbek lleva su nombre, al igual que la Franz-Nölken-Weg de Soest.

## Obras
Nölken se esforzó por simplificar los medios visuales. Tenía un gran talento para el dibujo y por eso pintaba principalmente a personas, pero también naturalezas muertas y paisajes. Las obras de Franz Nölken se exponen en la Hamburger Kunsthalle, el Brücke Museum de Berlín y el Museo Estatal de Schleswig-Holstein en el castillo de Gottorf.
En 1937, como parte de la campaña nazi contra el “Arte Degenerado”, cinco de las pinturas de Nölken fueron confiscadas en la Hamburger Kunsthalle, la Galería de Arte Municipal de Mannheim y el Museo de Artes y Oficios de Stettin y luego destruidas.
- En la fuente, 1904
- Retrato de Ernst Rump, 1905
- Cuarto de trabajo, acuarela, 1905
- Naturaleza muerta floral, óleo sobre lienzo, 1906
- Autorretrato, óleo sobre lienzo, 1908
- Niños en el parque, óleo sobre lienzo, 1909
- Max Reger en el trabajo, óleo sobre lienzo, 1913
- Vista desde el estudio de Nölken, Wallstraße en Hamburgo, óleo sobre lienzo, 1914
- Autorretrato, 1914
- Autorretrato, acuarela, 1916
- Mujer desnuda sentada, Acuarela, 1916